# 红豆杉目
红豆杉目（学名：Taxales）在生物分类学上是红豆杉纲中的唯一目，在传统分类学中，红豆杉纲隶属于裸子植物门，但新的分类法认为裸子植物的五个纲（松柏纲、苏铁纲、银杏纲、买麻藤纲、红豆杉纲）并不都属于一个单系群，因此单独分为四个门，红豆杉目被合并到松柏纲中。
中国有4属12种1变种及1栽培种，其中榧树、云南榧树、红豆杉及云南红豆杉等树种能生产优良的木材；香榧的种子为著名的干果，亦可榨油供食用；其他树种如穗花杉、白豆杉、东北红豆杉、红豆杉及南方红豆杉等是极佳的庭园树种。本目中有Austrotaxus spicata Campton 1属1种产南半球。

## 科
- 三尖杉科 （Cephalotaxaceae）
- 红豆杉科 （Taxaceae）